# Palaeomolis hampsoni
Palaeomolis hampsoni är en fjärilsart som beskrevs av Rothschild 1910. Palaeomolis hampsoni ingår i släktet Palaeomolis och familjen björnspinnare. Inga underarter finns listade i Catalogue of Life.

## Bildgalleri

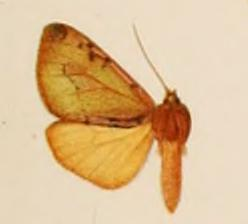